# Spelobia peltata
Spelobia peltata är en tvåvingeart som beskrevs av Marshall 1985. Spelobia peltata ingår i släktet Spelobia och familjen hoppflugor. Inga underarter finns listade i Catalogue of Life.